# NGC 7791
NGC 7791 – gwiazda podwójna znajdująca się w gwiazdozbiorze Pegaza. Zaobserwował ją John Herschel 10 października 1830 roku i umieścił w swoim katalogu obiektów mgławicowych.